# Ropica biplagiata
Ropica biplagiata là một loài bọ cánh cứng trong họ Cerambycidae.